# 高瑀
高瑀（1981年—），出生于贵州安龙县，2003年毕业于四川美术学院油画系，藝術家。现居北京。

## 生平
高瑀是中国“卡通一代”代表画家之一，以超现实卡通“熊猫”形象系列作品，近年来备受艺术界及市场的关注。他是第一届艺术与设计大奖赛候选人。他自传式的“熊猫GG”暴躁易怒、贪婪血腥，反映了敢于冒险、追求自由的中国年轻一代，面对当代社会善伪、美丑混淆，欲望、暴力、情色交织，商业消费文化盛行等问题时承受的压力和产生的反思。